# Campeonato Africano de Balonmano Femenino de 2024
El Campeonato Africano de Balonmano Femenino 2024 es la 25ª edición del Campeonato Africano de Balonmano Femenino, que tiene lugar del 27 de noviembre al 7 de diciembre de 2024, en Kinsasa, República Democrática del Congo.

## Fase de grupos

### Grupo A
| Equipo              | J | G | E | P | GF  | GC  | DG   | PTS |
| ------------------- | - | - | - | - | --- | --- | ---- | --- |
| República del Congo | 5 | 4 | 0 | 1 | 134 | 102 | +34  | 8   |
| Egipto              | 5 | 4 | 0 | 1 | 143 | 104 | +39  | 8   |
| Senegal             | 5 | 4 | 0 | 1 | 137 | 88  | +49  | 8   |
| Argelia             | 5 | 2 | 0 | 3 | 103 | 103 | 0    | 4   |
| Cabo Verde          | 5 | 1 | 0 | 4 | 117 | 135 | -18  | 2   |
| Kenia               | 5 | 0 | 0 | 5 | 84  | 186 | -102 | 0   |

- Resultados

| Fecha | Hora  | Partido             | Partido | Partido             | Resultado |
| ----- | ----- | ------------------- | ------- | ------------------- | --------- |
| 27.11 | 8:00  | Senegal             | -       | Kenia               | 39-9      |
| 27.11 | 10:00 | Argelia             | -       | Cabo Verde          | 20-16     |
| 27.11 | 16:00 | República del Congo | -       | Egipto              | 23-27     |
| 28.11 | 13:00 | Kenia               | -       | República del Congo | 20-37     |
| 28.11 | 16:00 | Senegal             | -       | Cabo Verde          | 37-22     |
| 28.11 | 17:00 | Egipto              | -       | Argelia             | 28-19     |
| 30.11 | 14:00 | Argelia             | -       | República del Congo | 17-24     |
| 30.11 | 15:00 | Cabo Verde          | -       | Kenia               | 34-26     |
| 30.11 | 16:00 | Egipto              | -       | Senegal             | 16-21     |
| 01.12 | 14:00 | República del Congo | -       | Cabo Verde          | 25-21     |
| 01.12 | 15:00 | Egipto              | -       | Kenia               | 45-17     |
| 01.12 | 17:00 | Senegal             | -       | Argelia             | 23-16     |
| 03.12 | 15:00 | Cabo Verde          | -       | Egipto              | 24-27     |
| 03.12 | 16:00 | República del Congo | -       | Senegal             | 25-17     |
| 03.12 | 17:00 | Argelia             | -       | Kenia               | 31-12     |

### Grupo B
| Equipo                          | J | G | E | P | GF  | GC  | DG   | PTS |
| ------------------------------- | - | - | - | - | --- | --- | ---- | --- |
| Angola                          | 5 | 5 | 0 | 0 | 188 | 85  | +103 | 10  |
| Camerún                         | 5 | 4 | 0 | 1 | 128 | 116 | +12  | 8   |
| República Democrática del Congo | 5 | 3 | 0 | 2 | 133 | 123 | +10  | 6   |
| Túnez                           | 5 | 1 | 1 | 3 | 141 | 128 | +13  | 3   |
| Guinea                          | 5 | 1 | 1 | 3 | 148 | 149 | -1   | 3   |
| Uganda                          | 5 | 0 | 0 | 5 | 78  | 215 | -137 | 0   |

- Resultados

| Fecha | Hora  | Partido                         | Partido | Partido                         | Resultado |
| ----- | ----- | ------------------------------- | ------- | ------------------------------- | --------- |
| 27.11 | 12:00 | Guinea                          | -       | Camerún                         | 26-32     |
| 27.11 | 14:00 | Angola                          | -       | Túnez                           | 36-23     |
| 27.11 | 19:00 | República Democrática del Congo | -       | Uganda                          | 38-11     |
| 28.11 | 14:00 | Túnez                           | -       | Guinea                          | 28-28     |
| 28.11 | 15:00 | Uganda                          | -       | Angola                          | 11-46     |
| 28.11 | 18:00 | República Democrática del Congo | -       | Camerún                         | 23-25     |
| 30.11 | 13:00 | Camerún                         | -       | Uganda                          | 36-16     |
| 30.11 | 17:00 | Angola                          | -       | Guinea                          | 35-22     |
| 30.11 | 18:00 | Túnez                           | -       | República Democrática del Congo | 23-25     |
| 01.12 | 13:00 | Uganda                          | -       | Túnez                           | 18-47     |
| 01.12 | 16:00 | Camerún                         | -       | Angola                          | 14-31     |
| 01.12 | 18:00 | Guinea                          | -       | República Democrática del Congo | 24-32     |
| 03.12 | 13:00 | Guinea                          | -       | Uganda                          | 48-22     |
| 03.12 | 17:00 | Túnez                           | -       | Camerún                         | 20-21     |
| 03.12 | 18:00 | República Democrática del Congo | -       | Angola                          | 15-40     |

## Fase final
|  | Cuartos de final    | Cuartos de final |                |    | Semifinales | Semifinales |  |  | Final | Final |
|  |                     |                  |                |    |             |             |  |  |       |       |
|  | 4 de diciembre      |                  |                |    |             |             |  |  |       |       |
|  |                     |                  |                |    |             |             |  |  |       |       |
|  | República del Congo | 24               |                |    |             |             |  |  |       |       |
|  | República del Congo | 24               | 6 de diciembre |    |             |             |  |  |       |       |
|  | Túnez               | 28               |                |    |             |             |  |  |       |       |
|  | Túnez               | 28               | Túnez          | 18 |             |             |  |  |       |       |
|  | 4 de diciembre      |                  | Túnez          | 18 |             |             |  |  |       |       |
|  |                     | Senegal          | 26             |    |             |             |  |  |       |       |
|  | Camerún             | Senegal          | 26             | 19 |             |             |  |  |       |       |
|  | Camerún             |                  | 7 de diciembre | 19 |             |             |  |  |       |       |
|  | Senegal             | 26               |                |    |             |             |  |  |       |       |
|  | Senegal             | 26               | Senegal        | 18 |             |             |  |  |       |       |
|  | 4 de diciembre      |                  | Senegal        | 18 |             |             |  |  |       |       |
|  |                     | Angola           | 27             |    |             |             |  |  |       |       |
|  | Egipto              | Angola           | 27             | 23 |             |             |  |  |       |       |
|  | Egipto              | 6 de diciembre   |                | 23 |             |             |  |  |       |       |
|  | R. D. Congo         | 22               |                |    |             |             |  |  |       |       |
|  | R. D. Congo         | 22               | Egipto         | 22 |             |             |  |  |       |       |
|  | 4 de diciembre      |                  | Egipto         | 22 |             |             |  |  |       |       |
|  |                     | Angola           | 36             |    | 3º Puesto   | 3º Puesto   |  |  |       |       |
|  | Angola              | Angola           | 36             | 34 | 3º Puesto   | 3º Puesto   |  |  |       |       |
|  | Angola              |                  | 7 de diciembre | 34 |             |             |  |  |       |       |
|  | Argelia             | 15               |                |    |             |             |  |  |       |       |
|  | Argelia             | 15               | Túnez          | 25 |             |             |  |  |       |       |
|  |                     |                  |                |    |             |             |  |  |       |       |
|  | Egipto              | 22               |                |    |             |             |  |  |       |       |
|  | Egipto              | 22               |                |    |             |             |  |  |       |       |

### Cuartos de final
- Resultados

| Fecha | Hora | Partido             | Partido | Partido     | Resultado |
| ----- | ---- | ------------------- | ------- | ----------- | --------- |
| 04.12 |      | República del Congo | -       | Túnez       | 24-28     |
| 04.12 |      | Camerún             | -       | Senegal     | 19-26     |
| 04.12 |      | Egipto              | -       | R. D. Congo | 23-22     |
| 04.12 |      | Angola              | -       | Argelia     | 34-15     |

### Semifinales
- Resultados

| Fecha | Hora | Partido | Partido | Partido | Resultado |
| ----- | ---- | ------- | ------- | ------- | --------- |
| 06.12 |      | Túnez   | -       | Senegal | 18-26     |
| 06.12 |      | Egipto  | -       | Angola  | 22-36     |

### Tercer puesto
- Resultados

| Fecha | Hora | Partido | Partido | Partido | Resultado |
| ----- | ---- | ------- | ------- | ------- | --------- |
| 07.12 |      | Túnez   | -       | Egipto  | 25-22     |

### Final
- Resultados

| Fecha | Hora | Partido | Partido | Partido | Resultado |
| ----- | ---- | ------- | ------- | ------- | --------- |
| 07.12 |      | Senegal | -       | Angola  | 18-27     |

| Bandera de Angola         |
| Campeón Angola 16º título |

## Medallero
| Angola | Senegal | Túnez |
| Marta Alberto Vilma Nenganga Liliane Martins Mario Juliana Machado Dolores Palmira Rosario Helena Paulo Albertina Kassoma Marilia Quizelete Natália Fonseca Estefania Venáncio Chelcia Gabriel Stelvia Pascoal Magda Cazanga Eliane Mota Paulo Azenaide Carlos Joana Caquinta | Khady Seck Doungou Camara Aminata Cissokho Elbeco Justicia Astou N'Diaye Mathita Diawara Mariame Ba Maiwenn Dasylva Dienaba Sy Marie Fall Raïssa Dapina Soda Cissé Sophie Kébé Coura Camara Ndèye Sène Soukeïna Sagna | Roua Bouidia Maroua Dhaouadi Fadwa Aouij Amal Hamrouni Roa Mkadem Mouna Jlezi Rakia Rezgui Fadia Omrani Nada Zelfani Mariem Rezgui Sondes Hachana Nour Draoui Oumayma Dardour Mayssa Ben Hassine Soumaya Belhadi |

## Clasificación general
| Posición | Equipo              |
| -------- | ------------------- |
|          | Angola CM           |
|          | Senegal CM          |
|          | Túnez CM            |
| 4        | Egipto CM           |
| 5        | R. D. Congo         |
| 6        | República del Congo |
| 7        | Camerún             |
| 8        | Argelia             |
| 9        | Guinea              |
| 10       | Cabo Verde          |
| 11       | Uganda              |
| 12       | Kenia               |